# J. Dankert
J. Dankert (* 1978 in Berlin) ist eine deutsche Schriftstellerin. Sie veröffentlicht unter anderem unter den Pseudonymen „Juli D. Finn“ und „Daniel Herne“.

## Leben
1996 fing Dankert mit dem Schreiben an. Ihre ersten Kurzgeschichten veröffentlichte sie unter dem Pseudonym „Rosenjules“ auf einem Fanfiction-Portal. Dort hat sie etwa 250 Storys zum Lesen freigegeben, der Großteil davon mit homosexueller Erotik.
2008 begann Dankert mit einem Epos über die beiden Jugendlichen Ryan und Leon, die auf turbulente Weise ihre Liebe zueinander entdecken. 2011 veröffentlichte sie im Himmelstürmer Verlag in der Verlagsreihe Junge Liebe ihren ersten Roman Gegen Vaters Wille und wenig später die Fortsetzung Vaters böser Schatten.
Dankert ist seit 1999 verheiratet und hat zwei Kinder. 2000 schloss sie eine Ausbildung als Altenpflegerin ab und lebt in Berlin.

## Werke

### Romane
- Gegen Vaters Wille. Himmelstürmer, 2011, ISBN 978-3-86361-005-0
- Vaters böser Schatten. Himmelstürmer, 2011, ISBN 978-3-86361-077-7
- Bye, bye Mauerblümchen. Himmelstürmer, 2012, ISBN 978-3-86361-181-1
- Pink Christmas 2: Etwas andere Weihnachtsgeschichten u. a. Himmelstürmer, 2010 ISBN 978-3-86361-184-2

### Unter dem PseudonymDaniel Herneveröffentlicht
- Sexperimente. Zusammen mit Alex Seinfriend. Books on Demand, 2012, ISBN 978-3-8448-1707-2

### Kurzgeschichten
- Süßer die Glocken nie klingen …. In: Pink Christmas: Etwas andere Weihnachtsgeschichten, Himmelstürmer, 2011, ISBN 978-3-86361-076-0
- Zurück zum Ursprung. In: Pink Christmas 2: Etwas andere Weihnachtsgeschichten, Himmelstürmer, 2012, ISBN 978-3-86361-184-2